# ضبط التوقيت على المريخ

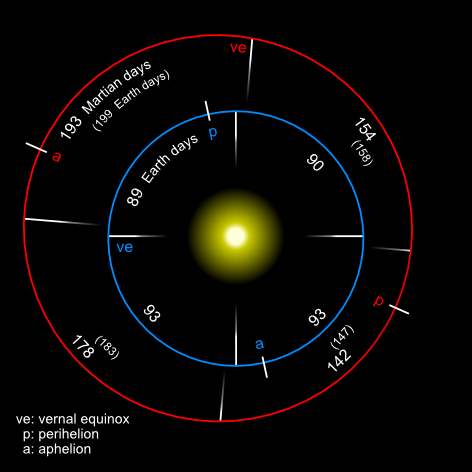

استُخدمت أو اقترحت مخططات مختلفة من أجل ضبط الوقت على كوكب المريخ بشكل مستقل عن تقويم كوكب الأرض ووقته.
يتشابه المريخ في ميله المحوري وفترة الدوران (التناوب) مع كوكب الأرض. لذلك فهو يمر بفصول الربيع، والصيف، والخريف، والشتاء مثل الأرض، وطول اليوم على سطحه مشابه لطول اليوم على الأرض. أمّا سنته فهي ضعف مدة السنة على الأرض، وانحرافه المداري أكبر بكثير، ما يعني من بين أمور أخرى أنّ مدة الفصول المريخية تختلف بشكل كبير، والاختلاف بين توقيت المزولة (الساعة) الشمسية وتوقيت الساعة أكبر من الاختلاف على كوكب الأرض. يقترب طول اليوم على المريخ كثيرًا من طول اليوم على الأرض، ما يقود إلى استخدام وحدات زمنية متشابهة.

## الأيام على المريخ
يبلغ متوسط طول اليوم الفلكي المريخي 24ساعة و37 دقيقة و22.663 ثانية (88642.663 ثانية اعتمادًا على واحدات النظام الدولي)، أمّا طول يومه الشمسي فيبلغ 24 ساعة و39 دقيقة و35.244147 ثانية (88775.244147 ثانية). تبلغ القيم المقابلة للقيم السابقة على الأرض حاليًا 23 ساعة و56 دقيقة و4.0916 ثانية بالنسبة لطول اليوم الفلكي، أمّا اليوم الشمسي فيبلغ 24 ساعة و0.002 ثانية. ينتج عن هذه القيم عامل تحويل يساوي 1.02749125170 يوم أرضي/يوم مريخي. لهذا فاليوم الشمسي المريخي أطول من اليوم الشمسي الأرضي بنحو 2.7%.
يستخدم علماء الكواكب المصطلح «سول» (طول اليوم على المريخ) للإشارة إلى مدة اليوم الشمسي على المريخ. وقد جرى تبني هذا المصطلح خلال مشروع فايكينغ لتجنب الالتباس مع اليوم الأرضي. ونستنتج من هذا أنّ الساعة الشمسية على المريخ تساوي 1/24 من طول اليوم الشمسي على المريخ، أمّا الدقيقة الشمسية على المريخ فتساوي 1/60 من الساعة الشمسية على سطحه.

## التوقيت خلال اليوم
تستخدم مشاريع مركبات الهبوط الفضائية حتى يومنا هذا اصطلاح العد باستخدام التوقيت الشمسي المحلي الذي يستخدم 24 ساعة «حسب ميقاتية المريخ»، وبناءً عليه فإن طول الساعات، والدقائق، والثواني يزيد عن التوقيت القياسي (على كوكب الأرض) بمقدار 2.7%. عملت فرق العمليات في مهمات مارس باثفايندر، وروفر استكشاف المريخ (مير)، وفينيكس، ومختبر علوم المريخ حسب «توقيت المريخ»، مع جدول عمل متزامن مع التوقيت المحلي لموقع الهبوط على كوكب المريخ، بدلًا من اليوم الأرضي. وينتج عن هذا انزلاق جدول الطاقم بمقدار 40 دقيقة تقريبًا عن وقت الأرض كل يوم. وقد جرت معايرة ساعات اليد بالنسبة للتوقيت المريخي، بدلًا من التوقيت الأرضي، وقد استخدمه العديد من أفراد فريق المهمة مير.
يؤثر التوقيت المحلي الشمسي بشكل كبير على تخطيط النشاطات اليومية لمركبات الهبوط على المريخ. تكمن الحاجة لضوء النهار من أجل الألواح الشمسية للمركبات الموجودة على المريخ. إذ ترتفع درجة حرارة هذه المركبات وتنخفض بسرعة عند شروق الشمس وغروبها بسبب عدم وجود غلاف جوي سميك للمريخ يشبه الغلاف الجوي للأرض وعدم وجود محيطات تخفف من هذه التقلبات. وكان هنالك اتفاق في المجتمع العلمي الذي يدرس المريخ مؤخرًا لتعيين الساعات المحلية على المريخ بحيث تساوي الساعة 1/24 من اليوم المريخي.
يتشابه الحال على المريخ معه على الأرض، فهنالك أيضًا معادلة تعاقب زمني تمثل الفرق بين توقيت المزولة الشمسية وبين التوقيت (توقيت الميقاتية) الموحد. ويمكن تفسير معادلة التعاقب الزمني عن طريق الأنالمة (مخطط الميل). إنّ اليوم الشمسي غير ثابت من ناحية الطول بسبب الانحراف المداري. ولأنّ انحراف المريخ المداري أكبر من الانحراف المداري للأرض، يختلف طول اليوم عن المتوسط بمقدار أكبر إذا ما قورن بالاختلاف على الأرض، ولذلك تظهر معادلة التعاقب الزمني للمريخ تباينًا أكثر من معادلة التعاقب الزمني للأرض: فعلى المريخ، تتحرك الشمس بمقدار 50 دقيقة أبطأ أو 40 دقيقة أسرع من الميقاتية المريخية (الأرقام المقابلة بالنسبة للأرض 14 دقيقة و22 ثانية أبطأ، و16 دقيقة و 23 ثانية أسرع).
يمر خط الطول الأساسي (الأول) للمريخ من الفوهة الصغيرة «إيري-0». ولكن لا يوجد على المريخ مناطق زمنية محددة بفواصل (مسافات) منتظمة اعتبارًا من خط الطول الأساسي، كما هو الحال على الأرض. استخدمت كل مركبة هبوط على المريخ إلى الآن توقيتًا شمسيًا محليًا تقريبيًا بمثابة إطار مرجعي لها، كما فعلت المدن على الأرض قبل إدخال التوقيت القياسي في القرن التاسع عشر. (يبلغ الفرق بين روفر استكشاف المريخ تقريبًا 12 ساعة ودقيقة).
المعيار الأكثر استخدامًا لتعيين المواقع على المريخ هو «الإحداثيات مريخية المركز» والتي تقيس خطوط الطول من 0 درجة إلى 360 درجة شرقًا وتقيس زوايا خطوط العرض اعتبارًا من مركز المريخ. ويستخدم بديل في بعض المواد العلمية هو الإحداثيات التي يدخل تفلطح الكوكب في حسابها، والتي تقيس خطوط الطول من 0 درجة إلى 360 درجة غربًا وتتعين خطوط العرض كما هي مرسومة على السطح.

### توقيت المريخ المنسّق (الموحّد)
توقيت المريخ الموحد (إم تي سي) أو التوقيت الموحد المريخي هو تناظر مُقترح للتوقيت على المريخ بالنسبة للتوقيت العالمي (يو تي 1) على الأرض. ويعرّف بمثابة التوقيت الشمسي المتوسط في خط الطول الأول على المريخ. اقترح عالما الفلك الألمانيان فيلهلم بير ويوهان هاينريش ميدلر خط الطول الأول (الأساسي) لأول مرة عام 1830 محددًا بموقع التفرع في منطقة الوضاءة (Albido ألبيدو) التي سمّاها الفلكي الإيطالي جيوفاني سكيابارلي في وقت لاحق ساينوس ميريدياني. تبنى المجتمع الفلكي هذا الاتفاق بدون تردد، وأصبح للمريخ نتيجةً لذلك خط طول أساسي مقبول عالميًا قبل نصف قرن من انعقاد مؤتمر ميريديان الدولي عام 1884 لأجل كوكب الأرض. عُدّل منذ ذلك الوقت تعريف خط الطول الأساسي على أساس تصوير المركبات الفضائية مثل مركز الفوهة «إيري-0» في تيرا ميريدياني. يمثّل الاسم «إم تي سي» التوقيت الموازي للتوقيت العالمي الموحد (يو تي سي) على كوكب الأرض، لكن هذا مضلل بعض الشيء: فالفرق بين التوقيت العالمي الموحد وبين الأشكال الأخرى من التواقيت العالمية هو الثانية الكبيسة، إذ لا يستخدم إم تي سي أي مخطط كهذا. إنّ إم تي سي أكثر تشابهًا مع يو تي 1.
ظهر مصطلح «التوقيت الموحد المريخي» لأول مرة بصفة توقيت قياسي كوكبي في مقال ضمن مجلة عام 2008. استُخدم الاختصار «إم تي سي» في بعض النُسخ المتعلقة بتطبيق الساعة (الميقاتية) الشمسية مارس 24 والتي قام ببرمجتها معهد غودارد لدراسات الفضاء التابع لناسا. وقد أشار هذا التطبيق إلى التوقيت القياسي ب«توقيت إيري المتوسط» (إيه إم تي)، وهذا يشابه توقيت غرينتش المتوسط (جي إم تي). يُعتبر (جي إم تي) في المجال الفلكي اسمًا متروكاً بالنسبة لوصف التوقيت العالمي، وهو أكثر تحديدًا في بعض الأحيان للتوقيت يو تي 1.
لم يستعمل أيّ من التوقيتين «إيه إم تي» أو «إم تي سي» في ضبط توقيت أي مهمة. ويعود هذا بشكل جزئي إلى عدم اليقين فيما يخص «موقع إيري-0 » (بالنسبة لخطوط الطول الأخرى)، وهذا يعني أنه لا يمكن للتوقيت إيه إم تي أن يكون بنفس دقة التوقيت المحلي في النقاط التي يجري دراستها. عند بداية مهام روفر استكشاف المريخ، أدى الالتباس في تعيين «موقع إيري-0 » إلى اللبس بزمن 20 ثانية تقريبًا في التوقيت إيه إم تي. وقد اقتُرح لأجل تحسين موقع خط الطول الأساسي أنه يجب أن يستند إلى المواصفات التي تموضعت بموجبها مركبة الهبوط فايكينغ1 في 47.95137 درجة غربًا.